# Myndigheten för psykologiskt försvar
Myndigheten för psykologiskt försvar (MPF) är en svensk statlig förvaltningsmyndighet, som sorterar under Försvarsdepartementet och tillhör ministern för civilt försvars ansvarsområde. Myndigheten har sitt säte i Karlstads och Solna kommuner, med Karlstad som säte för myndighetens ledning.
Myndigheten är från 1 oktober 2022 beredskapsmyndighet men ingår inte i någon av de tio beredskapssektorerna.

## Historik
Regeringen beslutade den 18 mars 2021 att ge en särskild utredare i uppdrag att förbereda och genomföra bildandet av en ny myndighet för psykologiskt försvar. Myndigheten bedöms kunna inleda sin verksamhet den 1 januari 2022.
Regeringen beslutade den 15 oktober 2021 att utse Henrik Landerholm till myndighetens generaldirektör från den 1 januari 2022. Den 10 november 2022 klev  Landerholm av som generaldirektör för att bli nationell säkerhetsrådgivare. Mellan november 2022 och september 2023 var Magnus Hjort vikarierande generaldirektör och den
14 september 2023 utsågs han till ordinarie generaldirektör för myndigheten.

## Generaldirektörer
- januari–november 2022: Henrik Landerholm
- november 2022 –: Magnus Hjort (tillförordnad november 2022 – september 2023)